# Dubnica (Svilajnac)
Pour les articles homonymes, voir Dubnica.
Dubnica (en serbe cyrillique : Дубница) est un village de Serbie situé dans la municipalité de Svilajnac, district de Pomoravlje. Au recensement de 2011, il comptait 473 habitants.

## Démographie

### Évolution historique de la population
| 1948  | 1953  | 1961  | 1971  | 1981 | 1991 | 2002 | 2011 |
| ----- | ----- | ----- | ----- | ---- | ---- | ---- | ---- |
| 1 242 | 1 213 | 1 136 | 1 044 | 963  | 831  | 607  | 473  |

|  |